# VI Corpo d'armata (Regio Esercito)
Il VI Corpo d'armata fu una grande unità militare del Regio Esercito e nel secondo dopoguerra dell'Esercito Italiano.

## Storia
Il VI Corpo d'armata trae origine dal 6º Comando Generale di Napoli e venne istituito nel 1877, con quartier generale a Firenze, quando con decreto 22 marzo 1877 vennero istituiti i comandi di corpo d'armata, subentrando al 6º Comando Generale.

### Prima guerra mondiale
Allo scoppio della prima guerra mondiale, avendo alle sue dipendenze la 11ª e 12ª Divisione di Linea, la 1ª Divisione Cavalleria e la 1ª e 2ª Squadriglia Aeroplani, era al comando del generale Carlo Ruelle, e venne inquadrato nella 3ª Armata del generale Emanuele Filiberto di Savoia-Aosta.  Subito dopo l'inizio della operazioni passò alle dipendenze della 2ª Armata del generale Pietro Frugoni, prendendo parte nel corso del conflitto alla sesta battaglia dell'Isonzo e alla presa di Gorizia ed ha avuto tra i suoi comandanti il generale Capello.
Nella parte finale del conflitto il VI Corpo d'armata, al comando del generale Stefano Lombardi era inquadrato nella 4ª Armata del Grappa e aveva alle sue dipendenze la 15ª e 22ª Divisione di Linea e la 59ª Divisione Territoriale.

### Attività tra le due guerre
Al termine del conflitto nel 1919 assunse la denominazione di VI Corpo d'armata di Firenze con la seguente fisionomia organica:
- Divisione Militare Territoriale di Firenze (16ª)
- Divisione Militare Territoriale di Genova (17ª)
- Divisione Militare Territoriale di Piacenza (18ª)

Nel 1926, in seguito alla riforma dell'esercito il quartier generale venne spostato da Firenze a Bologna con la nuova denominazione di VI Corpo d’armata di Bologna con la seguente fisionomia organica:
- Divisione Militare Territoriale di Bologna (16ª)
- Divisione Militare Territoriale di Ravenna (17ª) poi Divisione fanteria (17ª) "Rubicone" poi Divisione Militare Territoriale di Ancona (18ª) poi Divisione fanteria "Metauro" (18ª)

Nel 1934 la Divisione Militare Territoriale di Bologna assume il nome di Divisione fanteria "Fossalta" (16ª)

### Seconda guerra mondiale
Il 10 giugno 1940 all'entrata in guerra dell'Italia la grande unità era in corso di formazione nel bolognese. Nel corso della seconda guerra mondiale la sua fisionomia organica era la seguente:
- 26ª Divisione fanteria "Assietta"
- 18ª Divisione fanteria "Messina"
- 49ª Divisione fanteria "Parma"
- 56ª Divisione fanteria "Casale"
- 32ª Divisione fanteria "Marche"
- 12ª Divisione fanteria "Sassari"
- 154ª Divisione fanteria "Murge"
- 14ª Brigata costiera
- 17ª Brigata costiera
- 28ª Brigata costiera

Nel marzo 1941 il VI Corpo d'armata venne mobilitato e raggiunge il fronte orientale per prendere parte, dal 7 al 18 aprile, alle operazioni contro la Jugoslavia, e dal 12 aprile ha operato in territorio jugoslavo. Dopo la capitolazione dell Jugoslavia le unità che costituivano il Corpo d'armata vengono dislocate in Dalmazia e Croazia. Il quartier generale venne prima fissato a Spalato e poi a Ragusa, estendendo la giurisdizione tra la costa dalmata e la linea di Trebigne, Trelimicce, Vergoraz, prendendo parte dal 9 ottobre al 9 novembre a una vasta azione antipartigiana al confine serbo-croato assieme alle divisioni dipendenti.
Nel settembre 1943 la grande unità cessa l'attività in seguito alle vicende armistiziali.

### La ricostruzione
Nel dopoguerra il VI Corpo d'armata venne ricostruito nel 1952 con quartier generale a Bologna incorporando la Divisione fanteria "Trieste" che nel 1960 vennero configurate in brigate. Nel 1963 nel VI Corpo d'armata venne incorporata anche la I Brigata paracadutisti che nel 1967 sarebbe diventata la Brigata paracadutisti "Folgore".
Il 1º aprile 1972 il VI Corpo d'armata venne sciolto e le tre brigate e le truppe di corpo d'armata che erano inquadrate nella grande unità, sono passate alle dipendenze del VII Comando militare territoriale - Regione Militare "Tosco-Emiliana" costituitosi nel 1958 in seguito all'unificazione del VI Comando militare territoriale di Bologna e del VII Comando militare territoriale di Firenze.